# Ornans
Ornans – miejscowość i gmina we Francji, w regionie Burgundia-Franche-Comté, w departamencie Doubs. W 2013 roku populacja gminy wynosiła 4351 mieszkańców. 
1 stycznia 2016 roku połączono dwie wcześniejsze gminy: Bonnevaux-le-Prieuré oraz Ornans. Siedzibą gminy została miejscowość Ornans, a nowa gmina przyjęła jej nazwę. 
W 1819 roku w Ornans urodził się Gustave Courbet – francuski malarz tworzący w stylu realizmu. 

## Współpraca
- Cantley, Kanada
- Hüfingen, Niemcy
- La Tour-de-Peilz, Szwajcaria